# Runn runt
Runn runt is een regionale lusvormige langeafstandsfietsroute in Zweden. De route start en eindigt in Falun en is vernoemd naar het meer Runn waar het een ronde omheen maakt. Het traject is bewegwijzerd in twee richtingen met de naam en het nummer 200 en is als regionale route onderdeel van de nationale fietsroutes van Zweden. 
De route maakt een ronde om het meer Runn. De route voert door het landschap Dalarna. 